# Philippe Tarrusson
Pas d'image ? Cliquez ici

a Compétitions nationales et continentales officielles uniquement.

b Matchs officiels uniquement.
Philippe Tarrusson, né le 11 avril 1951 à Millau et mort le 17 mai 2022 dans cette même ville, est un joueur et entraîneur français de rugby à XV. Il est connu pour avoir entrainé l'équipe du Maroc puis différents clubs en France et créé le centre élite de formation rugby d’Alsace (CEFRA) à Strasbourg.

## Biographie
Philippe Tarrusson est le fils d’Eugène Tarrusson et d’Anne-Marie née Flamin. Il a grandi dans une famille de rugbymen dans laquelle son père, surnommé « Gégé », a notamment été international junior, a évolué dans des clubs de première division française dont Narbonne et Castres et a été entraîneur de l’équipe du Maroc (1968 à 1975). Il a aussi été dirigeant de la FIRA (Fédération européenne de rugby amateur),.
Philippe Tarrusson a passé une partie de son adolescence au Maroc où son père est mégissier. Il joue au rugby au COC (Club olympique de Casablanca) et devient international junior marocain. Il dispute notamment deux tournois juniors de la FIRA à Barcelone en 1969 puis à Vichy en 1970 où le Maroc s’incline devant la France en finale,.
En 1972, il entame des études à l’UEREPS (Unité d'enseignement et de recherche en éducation physique et sportive) de Poitiers pour devenir professeur d’éducation physique et sportive. Pendant ses études et au début de sa carrière d’enseignant, il joue parallèlement en compétition notamment au CASG Paris, Stade poitevin, SC Angoulême, US Tours, EDF Paris[Quoi ?] et au FC Kronenbourg[réf. nécessaire].
Il est admis définitivement au CAPEPS (certificat d’aptitude au professorat d’éducation physique et sportive) en 1983. Nommé à Amiens, il est contacté par Jean-Louis Boujon alors président du Comité d'Alsace-Lorraine qui lui propose de postuler au poste de conseiller technique régional de rugby (CTR) en Alsace .
Il a entraîné le Colmar RC en troisième et deuxième division (saison 1984-1985, puis trois saisons de 1993 à 1996) et le Racing Club de Strasbourg (1996-1999) en Groupe B puis en A2 lors de la saison 1998-1999. Dans la hiérarchie du rugby de cette période, le club alsacien est devant une tâche immense. Philippe Tarrusson met tout son savoir en pratique pour assurer le maintien, ce qui va se réaliser. Le RCS est à l’époque le club de rugby le plus important du comité régional d’Alsace-Lorraine,,,.
Il succède au poste d’entraîneur à l’international roumain Hary Dumitras qui reste joueur dans l’équipe. Dans un premier temps, c’est un trio d’entraîneurs qui est formé avec Philippe Tarrusson, Thierry Picard un ancien international et Christian Werling préparateur physique. Le trio se transforme rapidement en un duo Tarrusson-Werling. Philippe Tarrusson quitte le RCS à l’issue de la saison 1998-1999. Dans cette équipe, a notamment joué Fabrice Culinat, venu de la classe sports-études d’Ussel avant de signer à l'US Colomiers, club avec lequel il a disputé la finale du championnat de France 1999-2000 face au Stade Français, vainqueur (28-23) le 15 juillet au Stade de France,.
Nommé à Millau comme professeur d’EPS à la rentrée scolaire 2000-2001, il a poursuivi sa carrière d’entraîneur de club au SO Millau (Fédérale 1) et au Stade Rodez Aveyron (Fédérale 2).

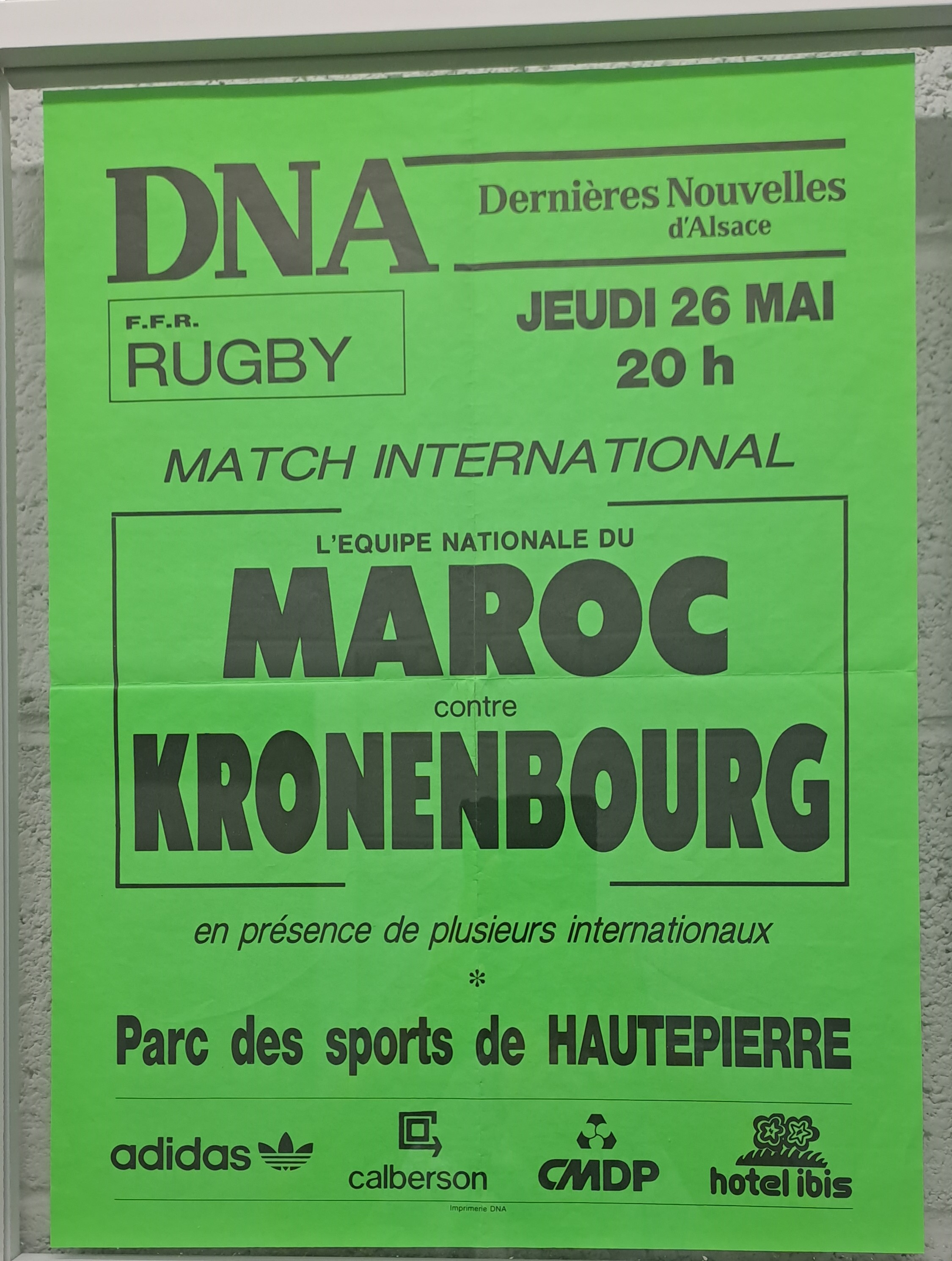
Affiche du match FC Kronenbourg - Maroc au parc des Sports de Hautepierre à Strasbourg le 26 mai 1988.

Pendant quatre ans, de 1986 à 1990, Philippe Tarrusson a également entraîné l’équipe nationale du Maroc au sein de laquelle s’est révélé Abdelatif Benazzi, futur capitaine de l’équipe de France. Le Maroc a joué face au FC Kronenbourg au stade de Hautepierre à Strasbourg le 26 mai 1988 où le club local s’est imposé d’un point (11-10),.
Philippe Tarrusson a occupé différents postes liés à l’enseignement. En 1991, il est nommé au CREPS de Strasbourg, structure dans laquelle il coordonne le brevet d’Etat d’éducateur sportif des activités physiques pour tous ,. Puis en 1998, il y est nommé coordonnateur des formations sportives. À la rentrée 2000-2001, il quitte l’Alsace pour l’Aveyron où il est nommé professeur d’EPS au lycée Jean-Vigo à Millau, faisant fonction de principal adjoint au collège Marcel-Aymard à Millau (2004-2005), puis professeur d’EPS au lycée Jean-Vigo à Millau (2009-2016)[réf. nécessaire].
Philippe Tarrusson est par ailleurs le créateur et l’initiateur du CEFRA (centre élite de formation rugby d’Alsace). Cette structure a été installée au CREPS d’Alsace à Strasbourg en 1989 et a permis à 88 jeunes alsaciens de suivre un apprentissage rigoureux. Certains ont eu un parcours professionnel dans le rugby. Parmi eux, Stéphane Bohn, Sanoussi Diarra (Bayonne, Albi), Gregory Hieronimus (Montpellier, Nîmes) et son grand frère Jean-Michel, mais aussi Alain Faunant (Dijon) qui fut international à sept ou Gilles Halter sélectionné avec les Froggies Club formation de rugby à sept,,. Stéphane Bohn qui a rejoint le SU Agen a disputé la finale du Challenge européen le 1er février 1998 face à l'US Colomiers vainqueur 43-5 comme titulaire en remplacement d'Abdelatif Benazzi, blessé. Jean-Michel Hiéronimus a disputé un match international scolaire UNSS contre l'Allemagne à Besançon (60-3) le 28 février 1990. Le CEFRA a fonctionné jusqu’en 1997.
Le 1er août 2016, il prend sa retraite[réf. nécessaire].

## Reconnaissance
Depuis 2023, un challenge de rugby porte son nom en Alsace.

### Liens extérieurs
- « Challenge Tarrusson Rugby » , 2023 (consulté le 1er juin 2023)